# Locked In (canción)
«Locked In» es una canción de la banda británica de heavy metal Judas Priest, incluida como la segunda pista del álbum Turbo de 1986. En mayo del mismo año se publicó como su segundo sencillo a través de Columbia Records, alcanzando el puesto 25 en los Mainstream Rock Tracks estadounidense, convirtiéndose en el único sencillo de Turbo en entrar en dicha lista.
Fue escrita por Rob Halford, Glenn Tipton y K.K. Downing, cuyas letras tratan sobre una persona que está enamorada de otra siendo esta última la dueña de su corazón. Para promocionarlo en el mismo año se grabó un vídeo musical que es la continuación del vídeo de «Turbo Lover» ya que cuenta la historia posterior de la persecución de las criaturas esqueléticas. En él se ve a Halford capturado por dichas criaturas y como el resto de la banda trata de rescatarlo.
Cabe señalar que se lanzó en los formatos vinilo de 7" y de 12". Este último incluyó las canciones en vivo «Desert Plains» y «Freewheel Burning», que se grabaron el 5 de mayo de 1984 en una presentación en directo en Long Beach (California).

## Lista de canciones
Todas las canciones escritas por Halford, Downing y Tipton.

| Vinilo de 7" |             |          |  |
| N.º          | Título      | Duración |  |
| 1.           | «Locked In» | 4:19     |  |
| 2.           | «Reckless»  | 4:17     |  |

| Vinilo de 7" (edición limitada) |                |          |  |
| N.º                             | Título         | Duración |  |
| 1.                              | «Locked In»    | 4:19     |  |
| 2.                              | «Hot for Love» | 4:12     |  |

| Vinilo de 12" |                               |          |  |
| N.º           | Título                        | Duración |  |
| 1.            | «Locked In»                   | 4:19     |  |
| 2.            | «Desert Plains» (en vivo)     | 4:46     |  |
| 3.            | «Freewheel Burning» (en vivo) | 4:35     |  |

## Músicos
- Rob Halford: voz
- K.K. Downing: guitarra eléctrica
- Glenn Tipton: guitarra eléctrica
- Ian Hill: bajo
- Dave Holland: batería